# Pickließem
Pickließem in der Eifel ist eine Ortsgemeinde im Eifelkreis Bitburg-Prüm in Rheinland-Pfalz. Sie gehört der Verbandsgemeinde Bitburger Land an.

## Geographie
Das auf einer Hochfläche liegende Pickließem wird vom Langebach durchflossen, einem Nebenfluss des Aulbachs, der in die Kyll mündet.
Zu Pickließem gehören auch die Wohnplätze Annahof und Auf Bürgenfeld.
Nachbarorte sind die Ortsgemeinden Gindorf im Norden, Spangdahlem im Osten, Dudeldorf im Süden und Badem im Nordwesten.

## Geschichte
Eine frühe Besiedelung des Areals um Pickließem konnte durch den Fund eines ausgedehnten Hügelgräberfeldes nachgewiesen werden. Es befindet sich östlich des Ortes in Höhenlage über dem Spangerbach. Das Rheinische Landesmuseum Trier konnte bei einer Begehung 36 Grabhügel dokumentieren. Die Zeitstellung der Bestattungen ist unbekannt.
Der Ort wurde im Jahre 1226 als Linzesheim erstmals urkundlich erwähnt. Bis zum Ende des 18. Jahrhunderts gehörte Pickließem zur Herrschaft Seinsfeld und zum Quartier Bitburg im Herzogtum Luxemburg.
Die Inbesitznahme des Linken Rheinufers durch französische Revolutionstruppen beendete die alte Ordnung. Der Ort wurde von 1798 bis 1814 Teil der Französischen Republik (bis 1804) und anschließend des Französischen Kaiserreichs, zugeordnet der Mairie Ordorf im Arrondissement Bitbourg (Bitburg) des Departements der Wälder. Nach der Niederlage Napoleons kam Pickließem aufgrund der 1815 auf dem Wiener Kongress getroffenen Vereinbarungen zum Königreich Preußen und gehörte nun zum Kreis Bitburg des Regierungsbezirks Trier, der 1822 Teil der neu gebildeten preußischen Rheinprovinz wurde. Aus der Mairie wurde die Bürgermeisterei Ordorf, die 1864 in die Bürgermeisterei (später Amt) Dudeldorf aufging.
Als Folge des Ersten Weltkriegs war die gesamte Region dem französischen Abschnitt der Alliierten Rheinlandbesetzung zugeordnet. Nach dem Zweiten Weltkrieg wurde Pickließem innerhalb der französischen Besatzungszone Teil des damals neu gebildeten Landes Rheinland-Pfalz. Als das Amt Dudeldorf im Zuge der rheinland-pfälzischen Kommunalreform 1969 aufgelöst wurde, gelangte Pickließem zur Verbandsgemeinde Kyllburg, die wiederum zum 1. Juli 2014 in die Verbandsgemeinde Bitburger Land aufging.

### Bevölkerungsentwicklung
Die Entwicklung der Einwohnerzahl von Pickließem, die Werte von 1871 bis 1987 beruhen auf Volkszählungen:
| Jahr | Einwohner |
| ---- | --------- |
| 1815 | 307       |
| 1835 | 411       |
| 1871 | 444       |
| 1905 | 422       |
| 1939 | 387       |
| 1950 | 398       |
| 1961 | 400       |

| Jahr | Einwohner |
| ---- | --------- |
| 1970 | 412       |
| 1987 | 327       |
| 1997 | 335       |
| 2005 | 297       |
| 2011 | 277       |
| 2017 | 270       |
| 2024 | 303       |

## Religion
Die römisch-katholische Filialkirche St. Maximin gehört zur Pfarrei Ordorf, die der Pfarreiengemeinschaft Speicher des Bistums Trier angehört.

## Politik

### Gemeinderat
Der Gemeinderat in Pickließem besteht aus acht Ratsmitgliedern, die bei der Kommunalwahl am 9. Juni 2024 in einer Mehrheitswahl gewählt wurden, und dem ehrenamtlichen Ortsbürgermeister als Vorsitzendem. Mit der Wahl 2024 stieg die Anzahl der Ratsmitglieder gemäß dem rheinland-pfälzischem Kommunalwahlrecht von sechs auf acht, da die Einwohnerzahl Pickließems auf über 300 gestiegen war.

### Bürgermeister
Edgar Comes wurde 2009 Ortsbürgermeister von Pickließem. Da bei der Direktwahlen am 26. Mai 2019 und 9. Juni 2024 jeweils kein gültiger Wahlvorschlag eingereicht wurde, oblag die Neuwahl des Bürgermeisters gemäß rheinland-pfälzischer Gemeindeordnung den neu gewählten Räten. Diese bestätigten Comes auf den konstituierenden Sitzungen am 21. August 2019 bzw. 28. August 2024 für jeweils weitere fünf Jahre in seinem Amt.

### Wappen
| Wappen von Pickließem | Blasonierung: „In Rot ein goldener Dornenbalken. Oben ein wachsender golden gekrönter, blau bewehrter, doppelt geschwänzter silberner Löwe. Unten ein silberner, mit goldenem Reisegepäck beladener Bär; das Reisegepäck wird durch einen schwarzen Gurt gehalten.“ |
| Wappen von Pickließem | Wappenbegründung: Bis zum Ende der Feudalzeit war Pickließem in die Herrschaften Dudeldorf und Seinsfeld geteilt und gehörte insgesamt zum Herzogtum Luxemburg. Bis zur kommunalen Neugliederung am 6. November 1970 wurde Pickließem von der Bürgermeisterei/Verbandsgemeinde Dudeldorf verwaltet. Als Hinweis auf die enge Verbindung zu Dudeldorf befindet sich oben der wachsende Löwe aus dem Dudeldorfer Wappen. Als Kirchenpatron ist der Heilige Bischof Maximin von Trier im Visitationsprotokoll des Jahres 1570 erwähnt. Sein Symbol, ein mit Reisegepäck beladener Bär, ist im unteren Feld übernommen worden. Als Hochgerichts- und Grundherren waren mindestens seit 1323 die Inhaber der Herrschaft Seinsfeld in Pickließem vertreten. Der Galgen des Hochgerichts Seinsfeld befand sich in der Gemarkung Pickließem. Die Lontzen, gen. Roben, besaßen von vor 1511 bis 1646 die Herrschaft Seinsfeld als Manderscheid-Blankenheimisches Afterlehen von Luxemburg. Ein Familienzweig derer von Lontzen scheint in Pickließem gewohnt zu haben, denn Bärsch schreibt: "Hans Ludwig von Lontzen genannt Roben, zu (Pick-) Lissem, heirathete, 1603, Maria Elisabeth von Gunderstorf und, nach deren Tode, eine Schenk von Nydeck. Er hinterließ zwei Töchter: a. Anna Johannetta wurde die Gattin Arnolds Deutsch von der Kaulen, der durch sie einen Antheil an (der Herrschaft) Seinsfeld erhilet (…)". Aus dem Wappen derer von Lontzen, (in blauem Schild ein durchgehendes goldenes Dornenkreuz), ist der goldene Dornenbalken in das Ortsgemeindewappen integriert worden. |

## Kultur und Sehenswürdigkeiten
In der Denkmalliste des Landes Rheinland-Pfalz (Stand: 2020) sind folgende Kulturdenkmäler genannt:
- Katholische Filialkirche St. Maximin, dreiachsiger Gelbsandstein-Saalbau (1843/44), Hauptstraße 17
- Denkmalzone Alter Kirchhof, Oberdorfstraße
- Ehemaliges Hofgut (18. /19. Jahrhundert), Hauptstraße 18
- Mehrere Häuser aus dem 18. und 19. Jahrhundert
- Mehrere Wegkreuze im Ort und in der Gemarkung (16. bis 19. Jahrhundert)

## Wirtschaft und Infrastruktur

### Wirtschaft
Der Ort ist noch landwirtschaftlich geprägt, durch den Strukturwandel der letzten Jahrzehnte geht ihr Anteil jedoch zunehmend zurück.

### Verkehr
In Pickließem kreuzen sich die Landesstraße 36 und die Kreisstraße 91. Etwa vier Kilometer nördlich verläuft die Bundesautobahn 60.

## Persönlichkeiten
- Mathieu Molitor (1873–1929), Bildhauer, Maler und Graphiker; in Pickließem geboren